# Muye24ki
Muye24ki is een Koreaanse vechtkunst die zich baseert op de, in 1790 geschreven, martiale handleiding Muyedobotongji. Het getal 24 refereert aan de 24 (Ee Sib Sa in het Koreaans) methodes die in de muyedobotongji beschreven staan. Hieronder zijn zes onderdelen die te paard moeten worden uitgevoerd.
In de stad Suwon worden bij het fort Hwaseong in de zomer dagelijks demonstraties verzorgd. Deze vechtkunst kent buiten de stad Suwon slecht weinig beoefenaren en buiten Korea is de kunst nagenoeg onbekend. De organisatie achter de muye24ki-beweging ontvangt de laatste tijd veel aanvragen voor demonstraties en werft dan ook actief leden voor hun demonstratieteam.